# Kweekspruit
El Kweekspruit és un rierol que flueix al nord-oest de KwaZulu-Natal, Sud-àfrica. És un afluent del riu Buffalo i es troba a la conca del riu Tugela.